# Император Александр III (линеен кораб, 1914)
Император Александър III (на руски: Император Александр III) е руски линеен кораб-дредноут от типа „Императрица Мария“. Кръстен е в чест на руския император Александър III.

## История на строителството и службата

### Строителство
На 11 юни 1911 г. е заложен в завода на „Руссуд“ в Николаев едновременно с еднотипните линкори „Императрица Мария“ и „Императрица Екатерина Великая“. Негов строител е Л. Л. Коромалди. Спуснат е на вода на 2 април 1914 г. През първата половина на 1917 г. преминава изпитания и влиза в състава на Черноморския флот. След февруарската революция получава името „Воля“.

### Първа световна война
През октомври 1917 г. крейцерства около турските брегове. През ноември 1917 г. излиза в морето за прихващане на турския крайцер „Мидили“. През декември осъществява евакуацията на частите на 127-а пехотна дивизия от турския фронт.
Преминава на страната на болшевиките през декември същата година. Взема активно участие на страната на болшевиките в боевете за Одеса през януари 1918 г. На 29 април 1918 г. вдига украински флаг, обаче, когато става ясно, че настъплението на немците продължава, той е спуснат.
На 1 май 1918 г. преминава от Севастопол, под Андреевския флаг, в Новоросийск, заедно с някои от другите кораби на Черноморския флот.

### Интервенция
След сключването на Бресткия мир (март 1918 г.) германското правителство изисква от болшевиките да преведат корабите в Севастопол, намиращ се под немски контрол. Ленин заповядва да се потопят корабите, изпращайки за изпълнението на тази заповед в Новоросийск Фьодор Разколников. На корабите на черноморския флот има непрекъснати митинги за обсъждане съдбата на корабите и масово дезертьорство. На „Воля“, след поредния бурен митинг, болшинството решава да се върнат в Севастопол.
Корабът остава под разпореждането на германската окупационна администрация. С оттеглянето на германските войски от Севастопол, на „Воля“ и другите кораби, на 24 ноември 1918 г., отново издигат Андреевските флагове, но появилите се на мястото на немците доскорощни съюзници – англичаните и французите – пленяват корабите и под английски флаг и с английски екипажи ги изпращат турското пристанище Измит.

### Гражданска война
През август 1919 г. „Воля“ и редица от другите кораби, отново под Андреевски флагове, се връщат в за втори път превзетия от Доброволческата армия Севастопол. Линкорът е преименуван на „Генерал Алексеев“ (в чест на М. В. Алексеев) и оглавява Белият Черноморски флот. Участва в бойните операции на Бялата армия против заетото от червените крайбрежие на Днепро-Бугския лиман. От Тендровския рейд корабът води артилерийски дуели с очаковските батареи на Червената армия, отразява атаките на техните самолети.

### Флагманна Белия флот (1920 – 1924 г.)
На 14 ноември 1920 г. „Генерал Алексеев“, в състава на Руската ескадра, оглавява керван кораби, евакуиращи белите от Крим за Константинопол.
През декември дредноутът, в качеството на флагмански кораб на остатъците от белия флот, пристига в Бизерта, френската военноморска база в Тунис (Северна Африка). На 29 декември 1920 г., в Бизерта, корабите от руската ескадра са интернирани от Франция.
В залива-езеро, съединен с морето от дълбоководен естествен канал, руските кораби стоя на котва в течение на 4 години. До края на 1924 г. на палубите им тече служба.
През 1924 г. френският министър на външните работи, Едуард Ерио установява дипломатически отношения със СССР. На 30 октомври 1924 г., след признаването от правителството на Франция на Съветското правителство, руската ескадра е официално разформирована и флаговете на руските кораби са спуснати. На дредноута Андреевският флаг е спуснат на 30 ноември 1924 г.

### Гибелта на кораба
В края на 1924 г. академик А. Н. Крилов оглавява съветската комисия, цел на която е подготовката на съединението руски кораби за връщането им в Черно море. В състава на комисията е включен командващия руската ескадра адмирал М. А. Беренс. В края на декември 1924 г. съветската техническа комисия, начело с академик Крилов, пристига в Бизерта, където съставя списък на корабите, подлежащи на предаване на СССР.
Знаменитият корабостроител, виждайки отново своите кораби (дредноута и есминците), проектирането на които се осъществява с неговото активно участие, не се стърпява да прочете на съпровождащите го френски моряци малка лекция за техните превъзходни бойни качества. Тогава французите особено са заинтересувани от дредноута… Лекция е успешна и вероятно изиграва своята роля… Съветската мисия не е успешна по „политически“ причини. Дредноутът формално е предаден във владение на СССР, на представителите на съветската власт, Крилов и Беренс. Но на плановете за връщането на кораба в родината му пречат политически обстоятелства. В Западна Европа се вдига вълна от протести срещу изпълнението на франко-съветската договорка, в частта предаването на ескадрата. В крайна сметка Франция се отклонява от изпълнение на съглашенията относно флота.
По този начин, изпратената в Бизерта съветска техническа комисия не изпълнява своята задача и (след съгласуване с ръководството на СССР) констатира, че линкорът „Генерал Алексеев“, както и останалите кораби, към това време, виждате ли, са ръждясали толкова много, че техният ремонт не би се оправдал…
През 1936 г. руският дредноут е отведен в Брест (Франция), където в процеса на разкомплектоването му за метал, неговата конструкция е изследвана от френските корабостроители.

## Наследството на линкора „Император Александр III“

### Кули на главния калибър
Устройството на кулите на главния калибър на линкора „Император Александр III“ повлиява върху разработваната конструкция на кулите на новите френски линкори от типа „Дюнкерк“.

### Оръдия във Финландия
Оръдията на руския линкор са съхранени от французите в арсенала на Бизерта. 12 305-мм оръдия, през 1940 г., са предложени от французите на Финландия, а след провеждането на преговори са просто подарени. Но финландците получават само осем оръдия, които са използвани от Финландия за бреговите батареи на островите Мякилуото и Куйвасаари.
В края на Великата Отечествена война батарея от три железопътни транспортьора, пленени от финландците в базата на ВМФ Ханко, възстановени с използването на тези оръдия, е предадена на Съветския съюз и са използвани по предназначение в състава на съветската брегова отбрана на Балтика. Понастоящем едно от оръдията, поставени на специалното железопътно шаси, се намира в форта Красная горка, друго се експонира в музея на железниците на Русия в Санкт Петербург, а третото се намира в музея на Поклонна гора в Москва.

### Оръдия на „Атлантическия вал“
Четири оръдия не успяват да пристигнат във Финландия и в Норвегия са пленени от немците.
През 1942 г. тези оръдия немците поставят на батареята „Мирус“ на остров Гърнзи в Ла Манш, явяваща се един от укрепените пунктове на „Атлантическия вал“.
Три оръдия, от бреговите батареи на островите Аегна и Найсаар, немците, като компенсация предават на Финландия, за възстановяваната батарея на полуостров Ханко. През септември 1944 г., след подписването на съглашението за примирие с Финландия, тези оръдия са върнати на СССР и състоят на въоръжение.
А на батареята „Мирус“ оръдията престояват до окончателния им демонтаж през 1951 г. Разпространено е заблуждението, че през 1957 г. две от тези 305-мм оръдия са използвани за заснемането на приключенския филм „Оръдията на Навароне“.